# Miquel d'Orís
Miquel d'Orís i de Bellvís? (* s. XIV - + s. XV). Cavaller errant, habitant de la ciutat de València, que el 1400 es trobava a París, per participar en combat amb algun cavaller anglès. Per vot cavalleresc, portava un tros de gambera clavat a la cuixa fins al combat. Per això, va enviar el moro Alí, el seu herald, a Calais. El cavaller John Prendergast, de la cort de John Beaufort el vell (castell de Beaufort, comtat d'Anjou, c. 1371-73 - + Londres 16.III.1410), primer comte de Somerset (1.II.1397) -fill de Joan de Gant, comte de Richmond (1343) i primer duc de Lancaster, i de Caterina de Roet-Swynford; net patern del rei Eduard III d'Anglaterra- va oferir-se a lluitar-hi en contra, encara que des de la lletra de requesta va continuar mantenint-hi correspondència fins al 1404. Apareix a l'inici de la Chronique d'Enguerrand de Monstrelet (Picardia c. 1400 - + 20.VII.1453), en francès.
Podria tractar-se d'un descendent del llinatge Orís osonenc, barons d'Orís, o bé d'una branca valenciana originada en el cavaller Ximèn Peres d'Orís, primer senyor d'Alfafara (1250) i d'Agres, de Bocairent, de Bicorb i de Sella, i amb una alqueria a Cocentaina, un dels participants de la conquesta del sud del regne de València des de la quarta dècada del s. XIII i potser fill o parent de Ximèn d'Orís, qui tingué cases, segons apuntament de 22 d'agost de 1368 a la ciutat de València, del Llibre del Repartiment de València. Podria ser fill de Martí Sanxis d'Orís, senyor d'Alfafara (fins al 9 de desembre de 1392) i de Lionor de Bellvís Zapata de Calatayud, Boïl de Aragón i della Scala, filla de Guillem de Bellvís i de Francisca Sánchez Zapata de Calatayud Boïl de Aragón.
Si la seva mare fou del llinatge Bellvís, té a veure amb el castell de Bellvís de l'Hospitalet de Llobregat, conegut actualment com la Torrassa, i amb el castell palau dels Bellvís de Benissuera.